# UCI-Cyclocross-Weltcup 2021/22
Beim UCI-Cyclocross-Weltcup 2021/22 wurden von Oktober 2021 bis Januar 2022 durch die Union Cycliste Internationale Weltcup-Sieger im Cyclocross ermittelt. Im Gegensatz zu den Vorjahren wurde die Anzahl der Rennen deutlich erhöht, insgesamt war die Austragung von 16 Rennen in fünf Ländern geplant. Bedingt durch die Corona-Pandemie wurde eins der Rennen gestrichen, so dass 15 Runden übrig blieben.
Die Weltcup-Saison für die Juniorinnen, Junioren und U23-Männer bestand ursprünglich aus jeweils fünf Rennen, von denen eins der Corona-Pandemie zum Opfer fiel. An den anderen Weltcup-Stationen durften U23-Männer auch in der Elite starten. Für die U23-Frauen gab es keine gesonderten Rennen, jedoch eine gesonderte U23-Wertung, für die die in den Elite-Rennen erzielten Punkte zählten.
Bei den Männern war der Wettbewerb durch die weitgehende Abwesenheit der beiden stärksten Fahrer der letzten Jahre geprägt: Wegen Überschneidungen mit der Straßensaison fuhr Wout van Aert nur drei Weltcup-Rennen (von denen er zwei gewann), und Mathieu van der Poel fuhr nur eins, bevor er verletzungsbedingt wieder ausstieg. Bemerkenswert bei den Frauen war die Leistung von Marianne Vos, die in vier ihrer acht Teilnahmen gewann.

## Termine
| Rnd | Datum             | Ort                                         |
| --- | ----------------- | ------------------------------------------- |
| 1   | 10. Oktober 2021  | Waterloo                                    |
| 2   | 13. Oktober 2021  | Fayetteville                                |
| 3   | 17. Oktober 2021  | Iowa City                                   |
| 4   | 24. Oktober 2021  | Zonhoven (Cyclocross Zonhoven)              |
| 5   | 31. Oktober 2021  | Overijse (Druivencross)                     |
| 6   | 14. November 2021 | Tábor (Cyklokros Tábor)                     |
| 7   | 21. November 2021 | Koksijde (Duinencross)                      |
| 8   | 28. November 2021 | Besançon (Cyclocross Besançon)              |
| 9   | 5. Dezember 2021  | Antwerpen (Scheldecross)                    |
| 10  | 12. Dezember 2021 | Val di Sole (Cyclocross Val di Sole)        |
| 11  | 18. Dezember 2021 | Rucphen (Internationale Cyclocross Rucphen) |
| 12  | 19. Dezember 2021 | Namur (Citadelcross)                        |
| 13  | 26. Dezember 2021 | Dendermonde (Ambiancecross)                 |
| 14  | 2. Januar 2022    | Hulst (Vestingcross)                        |
| 15  | 16. Januar 2022   | Flamanville                                 |
| 16  | 23. Januar 2022   | Hoogerheide (GP Adrie van der Poel)         |

## Elite

### Frauen
| Rnd | Datum             | Ort          | Erste                                   | Zweite                                  | Dritte                                  |
| --- | ----------------- | ------------ | --------------------------------------- | --------------------------------------- | --------------------------------------- |
| 1   | 10. Oktober 2021  | Waterloo     | Marianne Vos                            | Lucinda Brand                           | Denise Betsema                          |
| 2   | 13. Oktober 2021  | Fayetteville | Lucinda Brand                           | Denise Betsema                          | Clara Honsinger                         |
| 3   | 17. Oktober 2021  | Iowa City    | Marianne Vos                            | Denise Betsema                          | Kata Blanka Vas                         |
| 4   | 24. Oktober 2021  | Zonhoven     | Denise Betsema                          | Lucinda Brand                           | Ceylin del Carmen Alvarado              |
| 5   | 31. Oktober 2021  | Overijse     | Kata Blanka Vas                         | Puck Pieterse                           | Lucinda Brand                           |
| 6   | 14. November 2021 | Tábor        | Lucinda Brand                           | Puck Pieterse                           | Annemarie Worst                         |
| 7   | 21. November 2021 | Koksijde     | Annemarie Worst                         | Denise Betsema                          | Lucinda Brand                           |
| 8   | 28. November 2021 | Besançon     | Lucinda Brand                           | Maghalie Rochette                       | Denise Betsema                          |
| 9   | 5. Dezember 2021  | Antwerpen    | aufgrund der Covid-19-Pandemie abgesagt | aufgrund der Covid-19-Pandemie abgesagt | aufgrund der Covid-19-Pandemie abgesagt |
| 10  | 12. Dezember 2021 | Val di Sole  | Fem van Empel                           | Marianne Vos                            | Maghalie Rochette                       |
| 11  | 18. Dezember 2021 | Rucphen      | Marianne Vos                            | Lucinda Brand                           | Denise Betsema                          |
| 12  | 19. Dezember 2021 | Namur        | Lucinda Brand                           | Denise Betsema                          | Puck Pieterse                           |
| 13  | 26. Dezember 2021 | Dendermonde  | Lucinda Brand                           | Clara Honsinger                         | Denise Betsema                          |
| 14  | 2. Januar 2022    | Hulst        | Lucinda Brand                           | Puck Pieterse                           | Annemarie Worst                         |
| 15  | 16. Januar 2022   | Flamanville  | Fem van Empel                           | Puck Pieterse                           | Kata Blanka Vas                         |
| 16  | 23. Januar 2022   | Hoogerheide  | Marianne Vos                            | Lucinda Brand                           | Puck Pieterse                           |

Gesamtwertung
| Platz | Name               | Punkte |
| ----- | ------------------ | ------ |
| 1     | Lucinda Brand      | 432    |
| 2     | Denise Betsema     | 361    |
| 3     | Puck Pieterse      | 350    |
| 4     | Fem van Empel      | 315    |
| 5     | Marianne Vos       | 254    |
| 6     | Shirin van Anrooij | 236    |

### Männer
| Rnd | Datum             | Ort          | Erster                                  | Zweiter                                 | Dritter                                 |
| --- | ----------------- | ------------ | --------------------------------------- | --------------------------------------- | --------------------------------------- |
| 1   | 10. Oktober 2021  | Waterloo     | Eli Iserbyt                             | Michael Vanthourenhout                  | Quinten Hermans                         |
| 2   | 13. Oktober 2021  | Fayetteville | Quinten Hermans                         | Eli Iserbyt                             | Michael Vanthourenhout                  |
| 3   | 17. Oktober 2021  | Iowa City    | Eli Iserbyt                             | Lars van der Haar                       | Michael Vanthourenhout                  |
| 4   | 24. Oktober 2021  | Zonhoven     | Toon Aerts                              | Lars van der Haar                       | Eli Iserbyt                             |
| 5   | 31. Oktober 2021  | Overijse     | Eli Iserbyt                             | Michael Vanthourenhout                  | Toon Aerts                              |
| 6   | 14. November 2021 | Tábor        | Lars van der Haar                       | Eli Iserbyt                             | Quinten Hermans                         |
| 7   | 21. November 2021 | Koksijde     | Eli Iserbyt                             | Laurens Sweeck                          | Toon Aerts                              |
| 8   | 28. November 2021 | Besançon     | Eli Iserbyt                             | Toon Aerts                              | Pim Ronhaar                             |
| 9   | 5. Dezember 2021  | Antwerpen    | aufgrund der Covid-19-Pandemie abgesagt | aufgrund der Covid-19-Pandemie abgesagt | aufgrund der Covid-19-Pandemie abgesagt |
| 10  | 12. Dezember 2021 | Val di Sole  | Wout van Aert                           | Michael Vanthourenhout                  | Tom Pidcock                             |
| 11  | 18. Dezember 2021 | Rucphen      | Tom Pidcock                             | Eli Iserbyt                             | Michael Vanthourenhout                  |
| 12  | 19. Dezember 2021 | Namur        | Michael Vanthourenhout                  | Tom Pidcock                             | Toon Aerts                              |
| 13  | 26. Dezember 2021 | Dendermonde  | Wout van Aert                           | Mathieu van der Poel                    | Toon Aerts                              |
| 14  | 2. Januar 2022    | Hulst        | Tom Pidcock                             | Eli Iserbyt                             | Lars van der Haar                       |
| 15  | 16. Januar 2022   | Flamanville  | Eli Iserbyt                             | Toon Aerts                              | Michael Vanthourenhout                  |
| 16  | 23. Januar 2022   | Hoogerheide  | Eli Iserbyt                             | Lars van der Haar                       | Tom Pidcock                             |

Gesamtwertung
| Platz | Name                   | Punkte |
| ----- | ---------------------- | ------ |
| 1     | Eli Iserbyt            | 485    |
| 2     | Michael Vanthourenhout | 357    |
| 3     | Toon Aerts             | 348    |
| 4     | Quinten Hermans        | 299    |
| 5     | Lars van der Haar      | 281    |
| 6     | Laurens Sweeck         | 223    |

## U23

### Frauen
Die Frauen der Kategorie U23 nahmen an den Rennen und an der Gesamtwertung der Elite teil. Bei jedem Rennen gab es eine Podiumszeremonie für die drei bestplatzierten U23-Fahrerinnen, zusätzlich trug die bestplatzierte U23-Fahrerin das Trikot der Weltcup-Führenden. Bestplatzierte U23-Fahrerin am Ende der Saison war Puck Pieterse vor Fem van Empel und Shirin van Anrooij.

### Männer
| Rnd | Datum             | Ort         | Erster                                  | Zweiter                                 | Dritter                                 |
| --- | ----------------- | ----------- | --------------------------------------- | --------------------------------------- | --------------------------------------- |
| 1   | 14. November 2021 | Tábor       | Mees Hendrikx                           | Ryan Kamp                               | Cameron Mason                           |
| 2   | 19. Dezember 2021 | Namur       | Pim Ronhaar                             | Niels Vandeputte                        | Mees Hendrikx                           |
| 3   | 26. Dezember 2021 | Dendermonde | Cameron Mason                           | Pim Ronhaar                             | Mees Hendrikx                           |
| 4   | 16. Januar 2022   | Flamanville | Emiel Verstrynge                        | Ryan Kamp                               | Mees Hendrikx                           |
| 5   | 23. Januar 2022   | Hoogerheide | aufgrund der Covid-19-Pandemie abgesagt | aufgrund der Covid-19-Pandemie abgesagt | aufgrund der Covid-19-Pandemie abgesagt |

Gesamtwertung
| Platz | Name             | Punkte |
| ----- | ---------------- | ------ |
| 1     | Mees Hendrikx    | 115    |
| 2     | Pim Ronhaar      | 110    |
| 3     | Emiel Verstrynge | 104    |
| 4     | Cameron Mason    | 86     |
| 5     | Jente Michels    | 77     |
| 6     | Gerben Kuypers   | 59     |

## Junioren

### Juniorinnen
| Rnd | Datum             | Ort         | Erste                                   | Zweite                                  | Dritte                                  |
| --- | ----------------- | ----------- | --------------------------------------- | --------------------------------------- | --------------------------------------- |
| 1   | 14. November 2021 | Tábor       | Zoe Bäckstedt                           | Leonie Bentveld                         | Federica Venturelli                     |
| 2   | 19. Dezember 2021 | Namur       | Zoe Bäckstedt                           | Leonie Bentveld                         | Valentina Corvi                         |
| 3   | 26. Dezember 2021 | Dendermonde | Zoe Bäckstedt                           | Leonie Bentveld                         | Xaydee Van Sinaey                       |
| 4   | 16. Januar 2022   | Flamanville | Leonie Bentveld                         | Valentina Corvi                         | Kateřina Hladíková                      |
| 5   | 23. Januar 2022   | Hoogerheide | aufgrund der Covid-19-Pandemie abgesagt | aufgrund der Covid-19-Pandemie abgesagt | aufgrund der Covid-19-Pandemie abgesagt |

Gesamtwertung
| Platz | Name                | Punkte |
| ----- | ------------------- | ------ |
| 1     | Leonie Bentveld     | 130    |
| 2     | Zoe Bäckstedt       | 120    |
| 3     | Lauren Molengraaf   | 84     |
| 4     | Federica Venturelli | 81     |
| 5     | Valentina Corvi     | 78     |
| 6     | Kateřina Hladíková  | 76     |

### Junioren
| Rnd | Datum             | Ort         | Erster                                  | Zweiter                                 | Dritter                                 |
| --- | ----------------- | ----------- | --------------------------------------- | --------------------------------------- | --------------------------------------- |
| 1   | 14. November 2021 | Tábor       | David Haverdings                        | Nathan Smith                            | Yordi Corsus                            |
| 2   | 19. Dezember 2021 | Namur       | David Haverdings                        | Kenay De Moyer                          | Corentin Lequet                         |
| 3   | 26. Dezember 2021 | Dendermonde | David Haverdings                        | Nathan Smith                            | Viktor Vandenberghe                     |
| 4   | 16. Januar 2022   | Flamanville | David Haverdings                        | Louka Lesueur                           | Luca Paletti                            |
| 5   | 23. Januar 2022   | Hoogerheide | aufgrund der Covid-19-Pandemie abgesagt | aufgrund der Covid-19-Pandemie abgesagt | aufgrund der Covid-19-Pandemie abgesagt |

Gesamtwertung
| Platz | Name                | Punkte |
| ----- | ------------------- | ------ |
| 1     | David Haverdings    | 160    |
| 2     | Louka Lesueur       | 95     |
| 3     | Nathan Smith        | 73     |
| 4     | Corentin Lequet     | 72     |
| 5     | Kenay De Moyer      | 69     |
| 6     | Viktor Vandenberghe | 65     |